# Callimus abdominale
Callimus abdominale är en skalbaggsart som först beskrevs av Olivier 1795.  Callimus abdominale ingår i släktet Callimus och familjen långhorningar. IUCN kategoriserar arten globalt som livskraftig.
Artens utbredningsområde är:
- Corsica.
- Frankrike.

Inga underarter finns listade.